# Arabe de service
L'expression « Arabe de service » est, en français, un stéréotype et une insulte raciale visant des personnes d'ascendances maghrébines ou moyen-orientales, perçues comme Arabes, accusées d'être traîtres à la race et d'être complaisantes avec un supposé groupe dominant de personnes considérées comme ethniquement blanches européennes. Elle a été considérée comme raciste par la justice française s'agissant de son utilisation par Taha Bouhafs.

## Signification
À l'origine, l'expression désigne une personne arabe assignée à des stéréotypes, ou ne s'occupant que des questions liées à son appartenance ethnique dans un cadre journalistique.
L'expression est aujourd'hui un stéréotype ou insulte raciale visant des personnes maghrébines et proche-orientales accusées de trahir leur communauté d'origine en se soumettant de façon plus ou moins stratégique au pouvoir blanc en place. Elle sert à identifier le « bon Arabe », que les groupes conservateurs mettent en avant et instrumentalisent pour parer aux accusations de discrimination raciale, d'après l'auteur Nedjib Sidi Moussa. Elle peut également désigner l'unique personne arabe d'une liste électorale, servant de token.
Elle a plusieurs variantes, dont « collabeur » pour les personnes d'ascendance maghrébine, « bounty » ou « nègre de maison » pour les personnes noires, et « informateur indigène » (native informant) pour des universitaires.

## Histoire

### Stéréotypes
En France, l'expression sert à identifier le « bon Arabe », que les groupes conservateurs mettent en avant et instrumentalisent pour parer aux accusations de discrimination raciale, d'après Nedjib Sidi Moussa. Elle est déjà utilisée en 1994, quand Tahar Ben Jelloun se définit lui-même ainsi, mais dans un sens différent de celui qu'on lui connaît aujourd'hui : à l'époque, l'Arabe de service est la personne arabe employée par Le Monde et se spécialisant dans la couverture de sujets touchant les personnes d'origine maghrébines en France. De même en novembre 2011, dans le cadre de l'affaire Bissonnet, où l'avocat de Meziane Belkacem demande « qui aurait pu croire l'Arabe de service » dans le cadre de sa défense.
L'expression sert souvent à désigner les acteurs et actrices d'origine maghrébine cantonnés à des rôles stéréotypés dans le cinéma français, en particulier des rôles de dealers et de petits délinquants,.

### Défense du pouvoir en place
Malcolm X distingue en 1963 les esclaves noirs travaillant dans les champs et ceux travaillant dans les maisons, avec des avantages maigres mais suffisants pour les encourager à soutenir les structures du pouvoir en place. Malcolm X reproche au « nègre de maison » de croire, à tort, qu'il a des intérêts communs avec le maître de maison.
L'expression de native informant vient de l'ethnologie et désigne les personnes autochtones facilitant le contact des universitaires et des populations locales sur le terrain. Edward Saïd s'intéresse à la question, affirmant que le « savant oriental » formé en Occident répète devant le public local les clichés de l'orientalisme. L'expression désigne des informateurs privilégiés, sans sous-entendu négatif. Elle est cependant régulièrement utilisée à titre péjoratif à partir du début des années 2000 dans le cadre de la guerre contre le terrorisme, puis s'étend dans le monde.
En 2003, le journaliste américain Adam Shatz qualifie Fouad Ajami d'« Arabe préféré du Pentagone », parce qu'il soutient la guerre contre le terrorisme. La même année, Jeannette Bougrab se défend d'être l'Arabe de service dans Libération, affirmant qu'elle n'est « pas un alibi » pour l'Union pour un mouvement populaire. En 2012, Lotfi Ben Khelifa, adjoint au maire de Vénissieux, dit qu'on le traite d'Arabe de service et avoir reçu des commentaires désobligeants sur « les communautés à qui on doit réserver des places ».

### Affaire Taha Bouhafs
En juin 2020, le journaliste Taha Bouhafs traite la policière Linda Kebbab d'Arabe de service, en utilisant le sigle ADS. Il lui reproche d'être la caution arabe du déni de racisme de la police. L'accusation de racisme est alors retournée contre Taha Bouhafs, à qui l'on reproche de ramener « l'Arabe de service » à son appartenance ethnique plutôt qu'à ses opinions. 
Taha Bouhafs est jugé le 9 juin 2021 par le tribunal judiciaire de Paris. Il est reconnu coupable d'injure publique à raison de l'origine et condamné à 1 500 euros d'amende et 2 000 euros de dommages et intérêts pour Linda Kebbab. Elle est défendue par la Ligue internationale contre le racisme et l'antisémitisme et Taha Bouhafs fait organiser sa défense par le sociologue Éric Fassin.
Cette affaire se solde au début de l'année 2024 par le rejet du pourvoi en cassation de Taha Bouhafs, qui déclare à ce sujet : « Je m'en cogne de ce que pensent une poignée de juges blancs et bourgeois qui n'ont jamais connu le racisme de leur vie et qui ne comprennent même pas ce que ça veut dire ».